# Lâm Khắc Khánh
Lâm Khắc Khánh (tiếng Trung giản thể: 林克庆, bính âm Hán ngữ: Lín Kèqìng, sinh tháng 10 năm 1966, người Hán) là chính trị gia nước Cộng hòa Nhân dân Trung Hoa. Ông là Ủy viên dự khuyết Ủy ban Trung ương Đảng Cộng sản Trung Quốc khóa XX, hiện là Thường vụ Tỉnh ủy Quảng Đông, Bí thư Thành ủy Quảng Châu. Ông từng là Phó Tỉnh trưởng thường vụ Quảng Đông; Phó Thị trưởng thường vụ Bắc Kinh; Thường vụ Thành ủy, Bí thư Ủy ban Công tác Giáo dục Thành ủy Bắc Kinh.
Lâm Khắc Khánh là đảng viên Đảng Cộng sản Trung Quốc, học vị Cử nhân Thương phẩm, Tiến sĩ Triết học. Ông có hơn 30 năm công tác ở Bắc Kinh trước khi được điều về Quảng Đông.

## Xuất thân và giáo dục
Lâm Khắc Khánh sinh vào tháng 10 năm 1966 tại địa cấp thị Tiên Đào thuộc tỉnh Hồ Bắc, Cộng hòa Nhân dân Trung Hoa. Ông lớn lên và tốt nghiệp cao trung ở Tiên Đào, thi cao khảo vào năm 1984 và đỗ Đại học Nhân dân Trung Quốc, lên Bắc Kinh theo học hệ kinh tế thương mại của trường từ tháng 9 cùng năm và tốt nghiệp cử nhân thương phẩm học vào tháng 7 năm 1988. Gần 10 năm sau, vào tháng 9 năm 1996, ông trở lại trường Nhân dân, tham gia chương trình nghiên cứu sinh tại chức về triết học khoa học kỹ thuật ở hệ triết học của trường và nhận bằng Thạc sĩ Triết học vào tháng 7 năm 2000. Sau đó, từ tháng 9 năm 2006, ông tiếp tục là nghiên cứu sinh sau đại học về nghiên cứu tôn giáo ở Viện Triết học của trường Nhân dân, trở thành Tiến sĩ Triết học vào tháng 6 năm 2009. Lâm Khắc Khánh được kết nạp Đảng Cộng sản Trung Quốc vào tháng 12 năm 1990, ông từng được Bắc Kinh cử sang Hoa Kỳ để bồi dưỡng theo chương trình quản lý nhân tài cấp cao giai đoạn tháng 6–10 năm 2000, từng tham gia khóa tiến tu cán bộ cấp địa, sảnh từ tháng 11 năm 2009 đến tháng 01 năm 2010 tại Trường Đảng Trung ương Đảng Cộng sản Trung Quốc.

## Sự nghiệp

### Bắc Kinh
Tháng 7 năm 1988, sau khi tốt nghiệp trường Nhân dân, Lâm Khắc Khánh được phân về quận nội thành Bắc Kinh là Đông Thành, bắt đầu công tác ở vị trí cán bộ của Phòng nghiên cứu Quận ủy, dần dần nâng ngạch lên chủ nhiệm khoa viên. Vào năm 1992, ông chuyển sang Đoàn Thanh niên Cộng sản Trung Quốc quận Đông Thành, là Phó Bí thư Quận đoàn, rồi Bí thư sau đó 1 năm. Sau đó, vào năm 1994, ông nhậm chức Phó Quận trưởng kiêm Chủ nhiệm Văn phòng Chính phủ quận Đông Thành. Ông giữ chức Phó Quận trưởng trong gần 10 năm 1994–2003, từng được điều động kiêm nhiệm làm Tổng giám đốc Tập đoàn Phục vụ Bắc Phương – một công ty con của Tập đoàn Công nghiệp Bắc Phương (Norinco) từ tháng 3 năm 1996 đến tháng 1 năm 1998, ngoài ra được bầu vào Ủy ban Thường vụ Quận ủy, đồng thời là Phó Bí thư Ủy ban Chính Pháp Đông Thành từ năm 2001.
Năm 2003, Lâm Khắc Khánh được điều lên Thành ủy Bắc Kinh, nhậm chức Chủ nhiệm Văn phòng Công tác Đài Loan của Thành ủy, đồng thời là Văn phòng Sự vụ Đài Loan của Chính phủ Nhân dân thành phố Bắc Kinh. Đến tháng 10 năm 2005, ông được điều về quận Đại Hưng làm Phó Bí thư Quận ủy, Quận trưởng, rồi thăng chức là Bí thư Quận ủy từ tháng 2 năm 2008, kiêm nhiệm là Bí thư Ủy ban Công tác Khu Khai phát kỹ thuật kinh tế Thành ủy. Tháng 1 năm 2013, ông được thăng chức làm Phó Thị trưởng Bắc Kinh, đến tháng 2 năm 2016 thì được bầu vào Ủy ban Thường vụ Thành ủy, phân công là Bí thư Ủy ban Công tác Giáo dục, rồi Phó Bí thư Đảng tổ, Phó Thị trưởng thường vụ từ ngày 23 tháng 11 năm 2018.

### Quảng Đông
Tháng 12 năm 2019, sau hơn 30 năm công tác ở Bắc Kinh, Lâm Khắc Khánh được điều về Quảng Đông, chỉ định vào Ủy ban Thường vụ Tỉnh ủy Quảng Đông, nhậm chức Phó Bí thư Đảng tổ, Phó Tỉnh trưởng thường vụ, rồi kiêm nhiệm là Phó Chủ nhiệm thường vụ Ủy ban Quản lý Khu Hợp tác Quảng Đông–Ma Cao–Hoành Cầm. Ngày 3 tháng 12 năm 2021, ông được điều về thủ phủ Quảng Châu nhậm chức Bí thư Thành ủy, Bí thư thứ Nhất Đảng ủy Khu Cảnh bị Quảng Châu. Cuối năm 2022, ông là đại biểu của đoàn Quảng Đông dự Đại hội Đảng Cộng sản Trung Quốc lần thứ XX. Trong quá trình bầu cử tại đại hội, ông được bầu là Ủy viên dự khuyết Ủy ban Trung ương Đảng Cộng sản Trung Quốc khóa XX.